# Krzcięcice (gromada)
Krzcięcice – dawna gromada, czyli najmniejsza jednostka podziału terytorialnego Polskiej Rzeczypospolitej Ludowej w latach 1954–1972.
Gromady, z gromadzkimi radami narodowymi (GRN) jako organami władzy najniższego stopnia na wsi, funkcjonowały od reformy reorganizującej administrację wiejską przeprowadzonej jesienią 1954 do momentu ich zniesienia z dniem 1 stycznia 1973, tym samym wypierając organizację gminną w latach 1954–1972.
Gromadę Krzcięcice z siedzibą GRN w Krzcięcicach utworzono – jako jedną z 8759 gromad na obszarze Polski – w powiecie jędrzejowskim w woj. kieleckim, na mocy uchwały nr 13b/54 WRN w Kielcach z dnia 29 września 1954. W skład jednostki weszły obszary dotychczasowych gromad Krzcięcice, Aleksandrów, Mierzyn i Piołunka ze zniesionej gminy Sędziszów oraz Wojciechowice ze zniesionej gminy Prząsław w tymże powiecie. Dla gromady ustalono 15 członków gromadzkiej rady narodowej.
29 lutego 1956 do gromady Krzcięcice przyłączono wieś Promyk z gromady Mierzawa w tymże powiecie.
31 grudnia 1961 do gromady Krzcięcice przyłączono obszar zniesionej gromady Potok Wielki.
1 stycznia 1969 z gromady Krzcięcice wyłączono wsie Folga Pierwsza i Potok Mały oraz ze wsi Borów kolonię Borowiec, włączając je do gromady Mierzawa w tymże powiecie.
Gromada przetrwała do końca 1972 roku, czyli do kolejnej reformy gminnej.